# Монреальский масонский мемориальный храм
Монреальский масонской мемориальный храм (фр. Temple maçonnique de Montréal, англ. Montreal Masonic Memorial Temple) является масонским храмом, который находится в Монреале (Квебек, Канада), на углу улиц Шербрук и Св. Марка, в районе Голден сквер майл. Храм был официально открыт 12 февраля 1930 года. В 2001 году храм внесён на страницу «Национального исторического музея Канады» в качестве примера одного из самых элегантных зданий Канады в стиле бозар.

## История
Масонский мемориальный храм был задуман, как место встреч для членов масонского ордена, а также как мемориал масонов, отдавших свои жизни во время Первой мировой войны. Он заменил масонский храм, который располагался с 1895 года в многофункциональном здании на улице Дорчестер. Масоны с 1908 по 1923 годы собирали денежные средства для нового здания. В 1928 году они заключили контракт с архитектором Джоном Смитом Арчибальдом на проектирование нового храма, а также чтобы архитектор осуществлял контроль за его строительством.
Торжественная закладка краеугольного камня состоялась 22 июня 1929 года, в присутствии 2000 масонов, членов 36 лож, которые торжественным шествием от улицы Дорчестер прошли до нового места строительства храма. Великая ложа Квебека впервые провела своё собрание в новом храме 12 февраля 1930 года, на её шестидесятой ежегодной ассамблее. Храм также является мемориалом масонов, погибших в Первой и Второй мировых войнах и в Корейской войне.

## Архитектор
Джон Смит Арчибальд родился в Инвернессе, в Шотландии, там же обучался архитектуре. В 1893 году приехал в Канаду, где служил у Эдуарда Максвелла. Арчибальд и его коллега Чарльз Сакс в 1915 году основали свою собственную фирму. С 1915 года и до своей смерти в 1934 году Арчибальд в основном работал один. Его основные проекты включали ряд известных отелей, таких как Отель Виндзор, Шато Лорье, Отель Галифакс и Отель Ванкувер. Другими заметными работами Арчибальда были Монреальский форум, Средняя школа Барона Бинга, Школа Элизабет Белентайн, Королевский университет, гимназия и бассейн Кингстон (1930 год) и три монреальские больницы: Институт короля Эдварда, Реабилитационная больница Монреаля и Больница Святой Марии.

## Дизайн
Фасады на улицах Шербрук и Св. Марка выполнены из куинстонского известняка. Основание главного фасада, выходящего на Шербрук, выполнено из рустованного известняка; в нём сделаны четыре окна и привлекающий внимание центральный вход в окружении двух стоящих колонн, увенчанных земной и небесной сферами. Главная дверь сделана из бронзы. Верхняя часть основания представляет собой пояс с орнаментальной резьбой и словами: FIDES, VERITAS, CARITAS, LIBERTAS, SPES, что означает на латыни: Вера, Правда, Милосердие, Свобода и Надежда.
В декабре 1930 года о храме вышла одобрительная статья в «Журнале для архитектурных, инженерных и подрядных интересов Канады»:
Ни наши великие канадские классики, ни такие известные американские архитекторы, как «McKim, Mead & White» не сумели создать ничего более утончённого в воспринятом греческом стиле, чем это здание в Монреале. Монреальский масонский мемориальный храм стоит в одном ряду с такими зданиями, как Мемориал Линкольну Генри Бэкона, Дом храма Древнего и принятого шотландского устава Джона Рассела Поупа и Библиотека Моргана архитектора Маккима. Современные канадские здания, которые ближе всего к нему по уровню — здание ЗАГС Торонто архитектора Кобба и Банк Новой Шотландии в Оттаве архитектора Лайла.
Через год после окончания строительства Королевский архитектурный институт Канады дал Масонскому храму в Монреале свою Первую награду I класса среди монументальных зданий.

## Проект по сохранению
30 января 2010 года сенатор У. Дэвид Ангус объявил, что правительство Канады выделяет 425 000 канадских долларов на поддержание инфраструктуры национального исторического памятника Канады — Масонского мемориального храма.

## Галерея

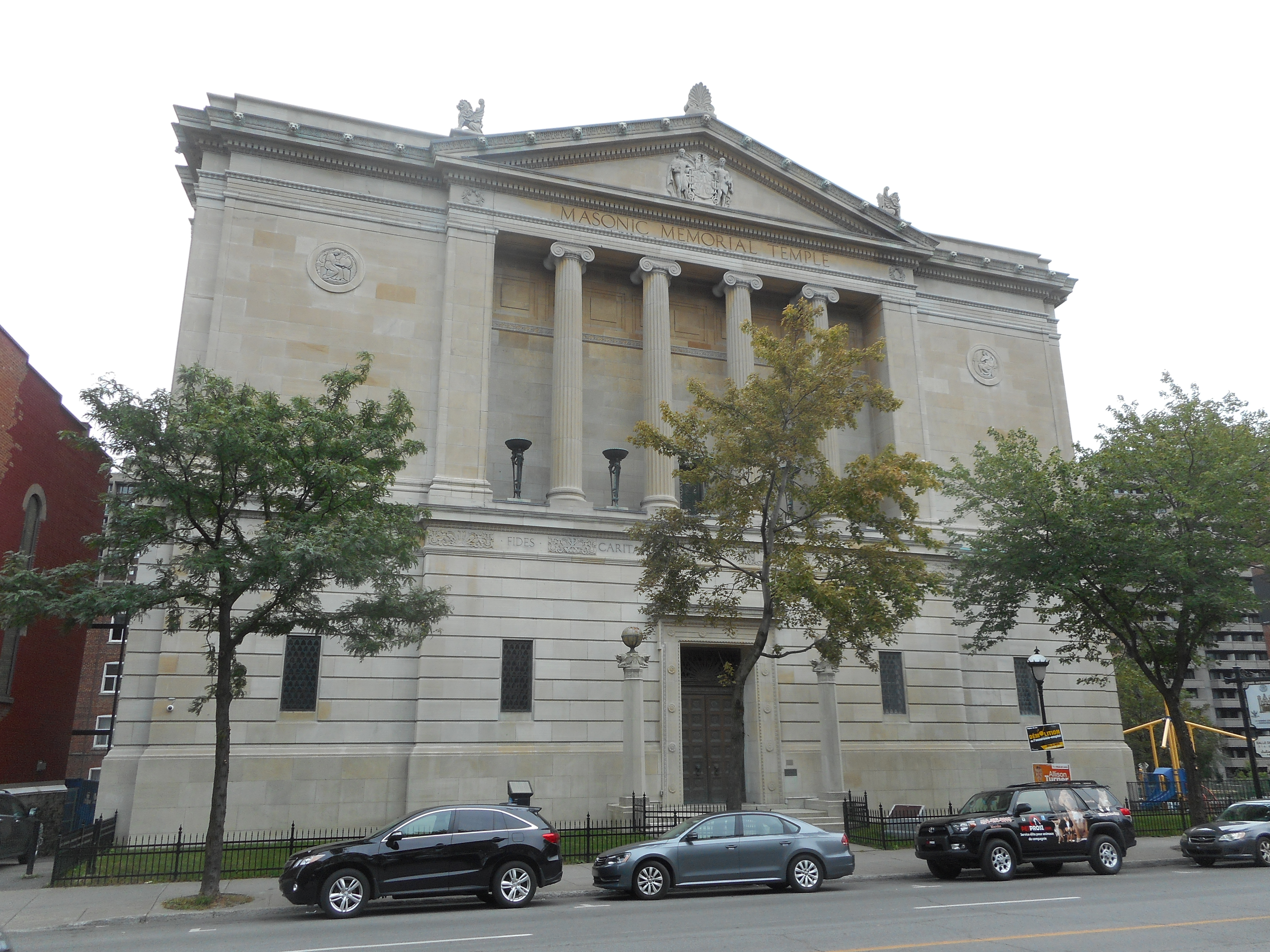
Общий вид здания
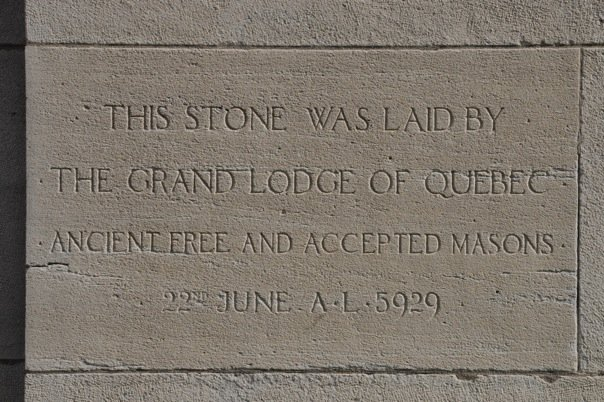
Краеугольный камень, заложенный в основу храма 22 июня 5929 года Света Истины
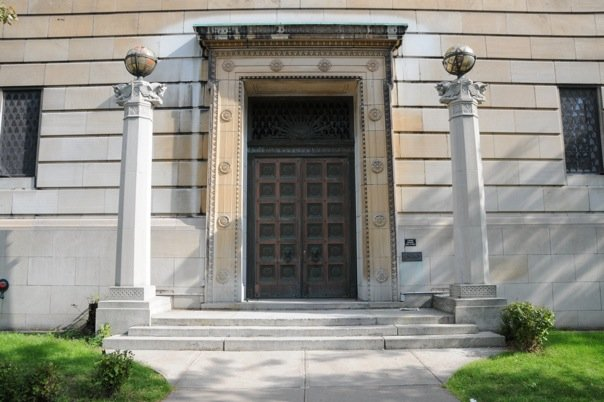
Вход в храм Великой ложи Квебека
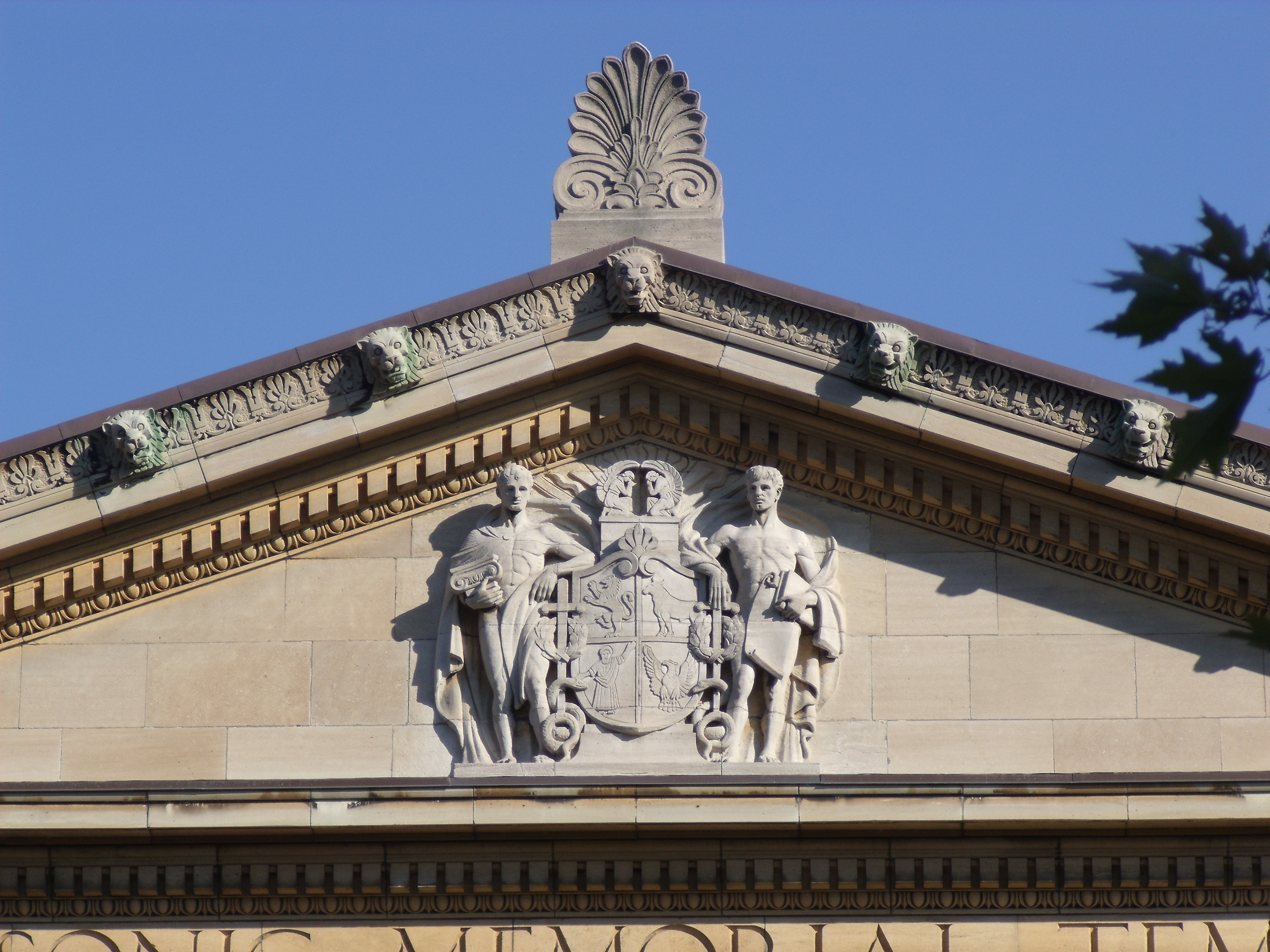
Фронтон здания
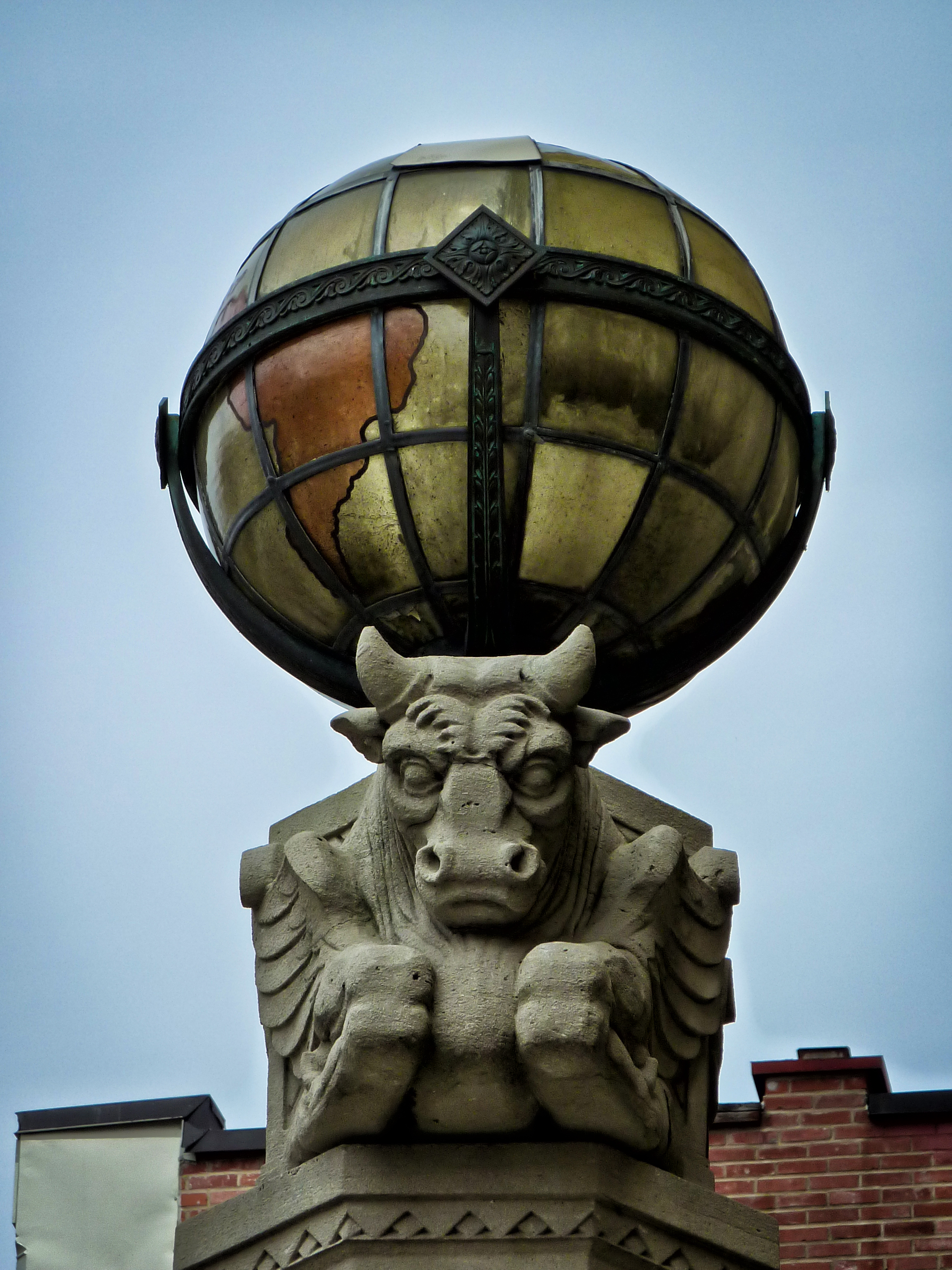
Глобус (деталь)
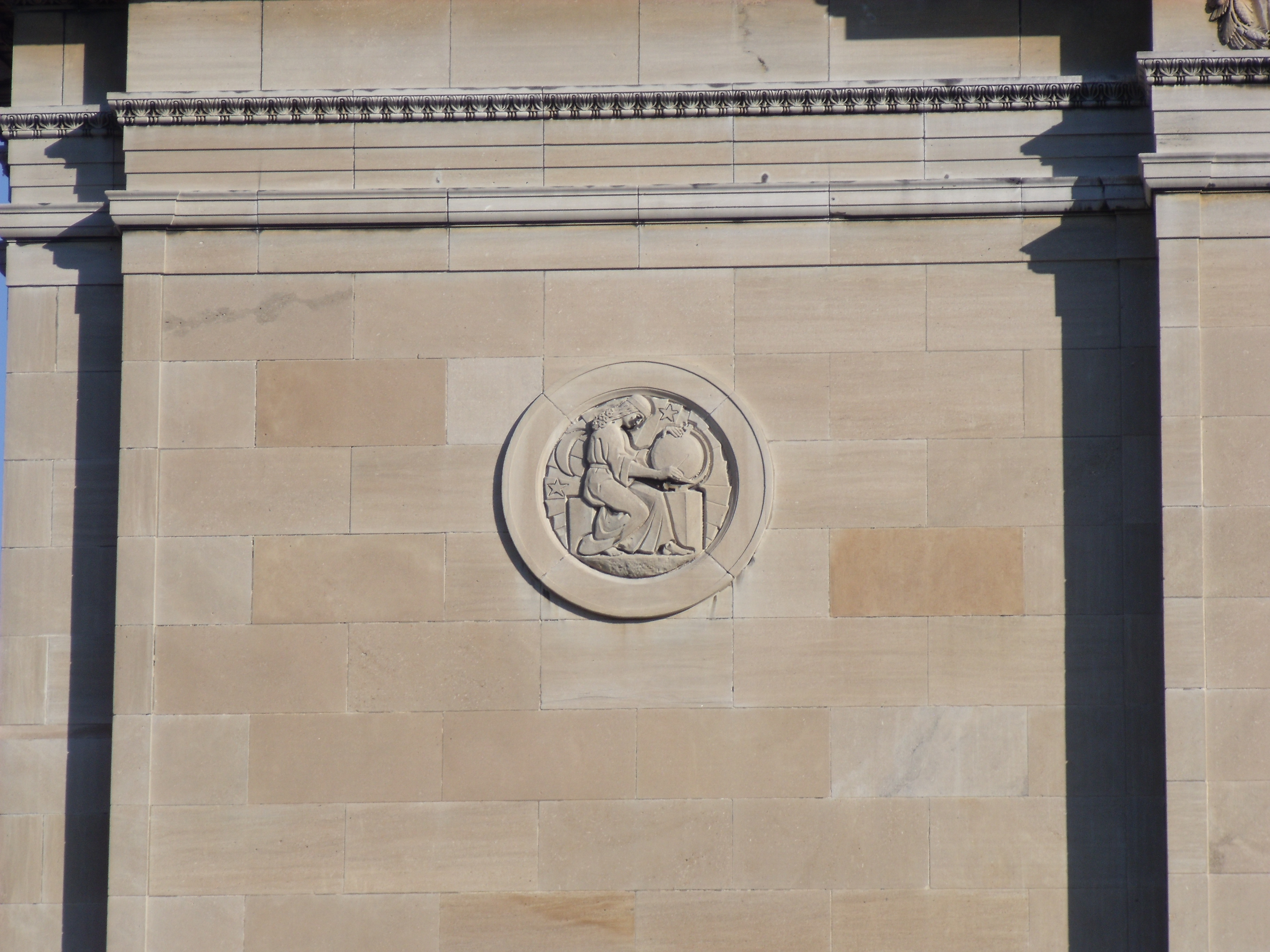
Орнамент (деталь)
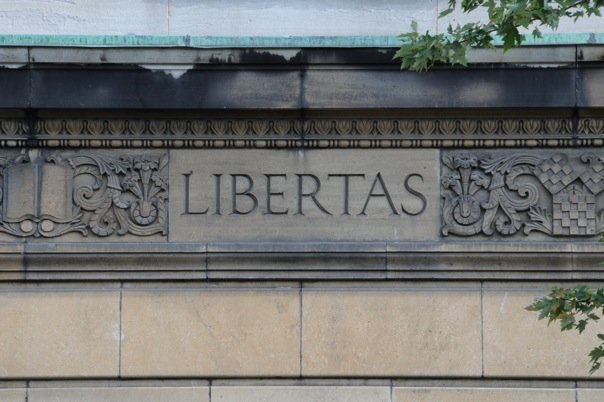
Libertas
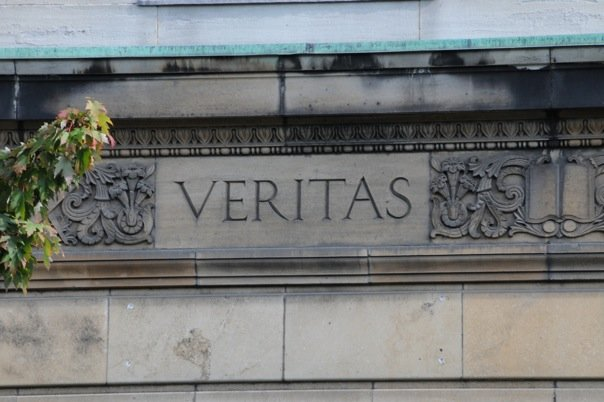
Veritas